# Техничка школа „ГСП Београд”
Техничка школа ГСП Београд је средња школа основана 1933. године. Налази се на Врачару, у улици Радослава Грујића 2.

## Историјат
Школа је основана 3. октобра 1933. године под називом Мушка занатска школа Дирекције трамваја и осветљења, а Дирекција трамваја и осветљења одобрила је школски Правилник и наставни план.
Прва генерација ученика уписана је школске 1933/34. године, а било их је тридесет и два. Финансирана је од стране Дирекције трамваја и осветљења, а надзор школе вршио је школски одбор који је састављен од ДТО и једног представника Министарства трговине и индустрије.
Након Другог светског рата мења назив у Мушка занатска школа БЕЛСАП (Београдско електрично саобраћајно предузеће), а затим у Индустријска школа са практичном обуком Белсап, односно ГСП. Права оснивача школе су пренета 1953. године на Народни одбор општине Стари град, која је школу финансирала, бринула се о личним расходима наставног и осталог особља школе, а ГСП је улагала средства за материјалне и инвестиционе расходе, као и за награде за ученике. Школа 1959. године поново мења назив у Школа са практичном обуком „Бора Марковић” ГСП.
Одлуком Радничког савета ГСП и решењем Савета за просвету Народне Републике Србије 1961. године, основан је Школски центар за стручно оспособљавање кадрова ГСП-а који је почео са радом школске 1961/62. године. У његов састав ушла је и Школа са практичном обуком „Бора Марковић”. Центар се налазио у кругу ГСП-а, на Дорћолу у Дунавској улици број 62, где је извођена практична и теоријска настава. Због великог броја ученика и лоших услова у старој згради, школа је пресељена у нову зграду 1975. године у улицу Божидара Аџије 2 (данас Радослава Грујића 2) и ту се и данас налази.
Након реформе усмереног образовања током школске 1977/78. године, школа је укључена у реформу са прва два разреда заједничких основа и два разреда усмереног образовања. У том периоду школа се звала Образовни центар за стручно образовање кадрова ГСП и организовала производни рад за све средње школе у општини Врачар. Током овог периода школа је три пута променила назив: 1980. године Образовни центар ГС „Београд”, „Бора Марковић”, 1987. године Саобраћајна, машинска и електротехничка школа ГСП „Бора Марковић” и од 1995. године Техничка школа ГСП.
Након што је укинуто усмерено образовање, школа се преоријентисала на стара занимања у машинској, електротехничкој и саобраћајној струци.

## Школа данас
Техничка школа ГСП данас има три подручја рада као што су саобраћај, машинство и обрада метала и електротехника, а образује образовне профиле техничар друмског саобраћаја, возач моторних возила, аутомеханичар, аутолимар, аутоелектричари, машински техничари моторних возила, електротехничари за електронику на возилима, бравар електротехничар електромоторних погона електромеханичари за машине и опрему.
Током школовања ученици добију знање везано за конструкцију и одржавање моторних возила, дијагностику кварова (механичких и кварова на електро уређајима и инсталацијама), отклањање кварова на свим системима на моторним возилима, демонтажу и замену дотрајалих и неисправних делова, монтажу делова и система, експлоатацију моторних возила, организацију транспортног процеса у превозу путника и терета, израду потребне документације за извођење транспортног процеса и знања и вештине непосредног извођења транспортног процеса.
Школа сарађује са Градским саобраћајним предузећем Београд, које је оснивач школе и у њему се изводи практична настава за ученике, који се након завршетка најчешће запошљавају у њему.
За извођење теоријске и практичне наставе Техничка школа ГСП користи следеће просторије:
- Матична локација, Зграда школе, Радослава Грујића 2, Београд, Врачар
- Издвојена локација 1, ЈКП ГСП Београд, Дунавска 62, Београд, Палилула
- Издвојена локација 2, ЈКП ГСП Београд, Др Агостина Нета 1, Београд, Нови Београд
- Издвојена локација 3, ЈКП ГСП Београд, Аутопут Београд – Ниш 2, Београд, Вождовац

## Галерија
- Техничка школа „ГСП Београд”
- Табла са натписом
- Табла са натписом